# Jaskroń
Jaskroń (Centrolabrus exoletus) – gatunek ryby z rodziny wargaczowatych (Labridae).

## Występowanie
Występuje w północnym Atlantyku od Norwegii do Maroka.
Ryba żyjąca w strefie wzrostu glonorostów i łąkach trawy morskiej poniżej strefy pływów.

## Opis
Dorasta maksymalnie do 18 cm. Ciało podłużnie owalne o małej, krótkiej głowie i spiczastym krótkim pysku. Otwór gębowy mały z grubymi wargami. Szczęki daleko wysuwalne. Uzębienie w postaci pasma stożkowatych zębów. Dolne kości gardłowe zrośnięte w silne płytki żujące. Łuski duże, koliste, wzdłuż  linii bocznej od 33 do 37. Płetwa grzbietowe długa, niepodzielona podparta 18-20 twardymi i 5-7 miękkimi promieniami. Płetwa odbytowa podparta 5-6 twardymi i 6-8 miękkimi promieniami.
Ubarwienie: grzbiet przeważnie brązowoczerwony, boki żółtobrązowe, brzuch połyskujący srebrzyści. U samca w okresie godowym pojawiają się mieniące się niebieskie plamy i smugi.

## Odżywianie
Odżywia się małymi zwierzętami dennymi.

## Rozród
Tarło odbywa się w miesiącach letnich. Ikra składana jest na glonach.